# Dialekt zachodniomacedoński

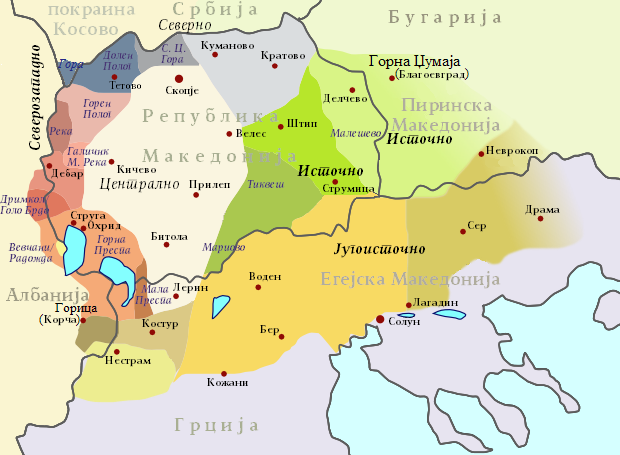
Mapa dialektów macedońskich, gwary zachodniomacedońskie oznaczone odcieniami czerwieni

Dialekt zachodniomacedoński (mac. западен дијалект, западни периферни говори) – zróżnicowany wewnętrznie dialekt macedoński używany na pograniczu macedońsko-albańskim od Góry Szar aż do jeziora Prespa.
Razem z dialektem centralnym tworzy zespół narzecza zachodniomacedońskiego (mac. западномакедонско наречје). W skład gwar zachodniomacedońskich wchodzą gwary gostiwarska, rekańska, małorekańska, debarska, drimkolsko-gołobrodzka, wewczańsko-radoska, ochrydzka oraz dolnoprespańska.

## Cechy językowe
Do najważniejszych cech fonetycznych gwar zachodniomacedońskich należą:
- systemy wokaliczne oprócz ogólnomacedońskich a, e, i, o, u zawierają bardzo różnorodne kontynuanty dawnej nosówki *ǫ oraz sylabotwórczego r̥ i l̥[3],
- występuje wspólne z gwarami centralnymi i literackim macedońskim przejście psł. *ę do *ǫ po *j i dalej w ă, o lub a, np. ochr. jăzik, jăčmen, a nawet čădo z psł. *językъ, *jęčьmy, -ene; *čędo[4],
- pod wpływem spółgłosek nosowych m i n, pierwotne *a rozwija się jak *ǫ, np. snăga, znăm < snaga, znam[5],
- większość gwar zachowuje fonem ʒ (dz), a także nie upraszcza końcowych grup -st i -št[2],
- grupa čr- na większości obszaru przeszła w cr-[2], np. crn, crven, creslo, zaś na peryferiach, np. w gwarze ochrydzkiej przeszła w čer-[6], np. čerevo, čerešna.
- gwary zachodniomacedońskie są bardzo zróżnicowane pod względem obecności fonemów f, i ǯ (dž), a także pod względem realizacji ḱ i ǵ[7], które również rzadko są odrębnymi fonemami[3],
- zachowane jest stare ʒ (dz), np. noʒe, bubreʒi, beleʒi – liczba mnoga od noga, bubreg, beleg[3],
- zachowane jest także miękkie l’, np. kl’uč, nedel’a, prijatel’[7],
- na miejscu prasłowiańskich *ť, *ď są št i žd, względnie šč, žǯ (ždž)[7], np. gašti, mežda lub gašči, mežǯa[6],
- na ogół brak fonemu χ, np. leb, prav < psł. *xlěbъ, *porxъ, jedynym wyjątkiem jest gwara ochrydzka zachowująca χ[6],
- w południowej części obszaru dialektalnego zachowane jest szczególnie wiele śladów rezonansu nosowego, np. janʒa ‘choroba’, gangliv ‘mówiący przez nos’, dentelina ‘dzięcielina’, grendel ‘dyszel radła albo pługa’, dronk ‘drąg’, por. scs. ѩѕа, гѫгънивъ, pol. dzięcielina, grządziel, drąg[4].

Do charakterystycznych cech morfologii gwar zachodniomacedońskich należą:
- brak końcowego -m w formach 1. os. l. poj. czasu teraźniejszego: kopa, nosa, bera[8],
- końcówka -t w 3. os. l. poj. czasu teraźniejszego np. imat, nosit[8],
- przy imionach osobowych i nazwach krewnych resztki dopełniacza, np. go vide Stojana ‘zobaczył Stojana’ oraz celownika, np. mu rekov Stojanu ‘powiedziałem Stojanowi’[8],
- dobrze zachowany wołacz, np. brate/bratu, tetko, mažu, Ratke, zete[8],
- bogactwo sufiksów zdrabniających, ze szczególnie charakterystycznym -ule, np. detencule, bradule, bradulče[9],
- potrójny rodzajnik -ov, -ot, -on[6].

## Przykładowe teksty
Przykładowy tekst w gwarze Galicznika (gwara małorekańska):

Si-bíle en moš i žẹ́na. Na móž-of ne-mú-bila míla žéna-va. Sákal da-i̯a-záginet žéna-va i rẹ́kol: „mési pógača i dái̯-mi i̯edno-párče síreńe“. Kínisal v-órman i sédnal na-i̯edno-mésto spílno, za crkálańe. Zẹ́l lẹ́b-of da-go-séčet za-da-rúčat i-go-ótpuš́č́il. Sakáeći lẹ́b-of, ja-práčal žéna-va da pọ́i̯det da-go-zẹ́met lẹ́b-of. I ọ́šla žéna-ta, go-zẹ́la lẹb-ot i pák dọšla kode-móž-of so léb-ot. I pák móžof zẹ́l síreńe, go-fŕcil dọ́lu. Pak ọ́šla žéna-va da-go-zẹ́met i né-mogla véće da-se-káčit. Ostánala túje. I ródila détule túe. G-ízrasla túe déte-to. Póraslo déte-vo i rẹ́klo: „kój-mi-je tátko?“ Tája-mu-rẹ́kla: vĺ̥k-on-ti-je tátko, némaš tátko. I téa rẹ́klo: „né-mi-je vĺ̥k-on tátko, ća-go-nájda-ja tátka-mi“. I otkórnalo édna jásika. Ja-krénalo ná-ramo jasíka-ta i májka-mu-ja zéla na-drugo-tó-ramo. I ízleglo ót-tuje. I jásika-ta ne-se-súšela, vésela stóala. I g-íznašol tátka-mu i g-íštrkal kátran i smóla, go-zápalil da-ízgorit. I si-óstanal túje da-žívit so-mái̯ka-mu.

Wiersz w gwarze miejskiej Debaru (gwara debarska):

Прстен ти панал, бре моме, отоде река,

Отоде река, бре моме, на ливадана,

На ливадана, бре моме на мрамор плоча.

Кој ти помина, бре моме, тој ти го најде.

„(Името на момчето) помина бре мамо, тој ми го најде.

Речи му, речи, бре мамо, да ти го даит“.

„Рекоф му рекоф, бре ќерко, не ти го дават.

Залум ти го сакат, бре ќерко, белото лико,

Белото лико, бре ќерко, црните очи,

Црните очи, бре ќерко гајтанте вежди“.

Цвеќе цутеше, мале, в наша градина,

Како да кандиса, мале, да го искина,

Во китка цвеќе, мале, да го нареда,

Да си го прата, мале, во Цариграда,

Во Цариграда, мале, на мојто либе,

На мојто либе, мале, во апсането.

Девет години, мале, дома не дошло,

На десетата, мале, книга пуштило:

„Мъжи се, мъжи моме, дури си младо,

Цвеќе мирише, моме, дури е росно,

Моме се љубит, моме, дури е младо“.